# Condado de Carroll (Indiana)
O Condado de Carroll é um dos 92 condados do estado americano de Indiana. A sede do condado é Delphi, e sua maior cidade é Delphi. O condado possui uma área de 971 km² (dos quais 7 km² estão cobertos por água), uma população de 20 165 habitantes, e uma densidade populacional de 21 hab/km² (segundo o censo nacional de 2000). O condado foi fundado em 1828.